# Наталін (Вишковський повіт)
Наталін (пол. Natalin) — село в Польщі, у гміні Вишкув Вишковського повіту Мазовецького воєводства.
Населення — 325 осіб (2011).
У 1975-1998 роках село належало до Остроленцького воєводства.

## Демографія
Демографічна структура станом на 31 березня 2011 року:
|          | Загалом | Допрацездатний вік | Працездатний вік | Постпрацездатний вік |
| -------- | ------- | ------------------ | ---------------- | -------------------- |
| Чоловіки | 155     | 40                 | 98               | 17                   |
| Жінки    | 170     | 33                 | 107              | 30                   |
| Разом    | 325     | 73                 | 205              | 47                   |